# هارلن کانتی (آمریکا)
هارلن کانتی، آمریکا (انگلیسی: Harlan County, USA) فیلمی در ژانر مستند به کارگردانی باربارا کاپل است که در سال ۱۹۷۶ منتشر شد.